# Steve Maltais
Steve G. Maltais (Kanada, Québec, Arvida, 1969. január 25. –) kanadai profi jégkorongozó.

## Pályafutása

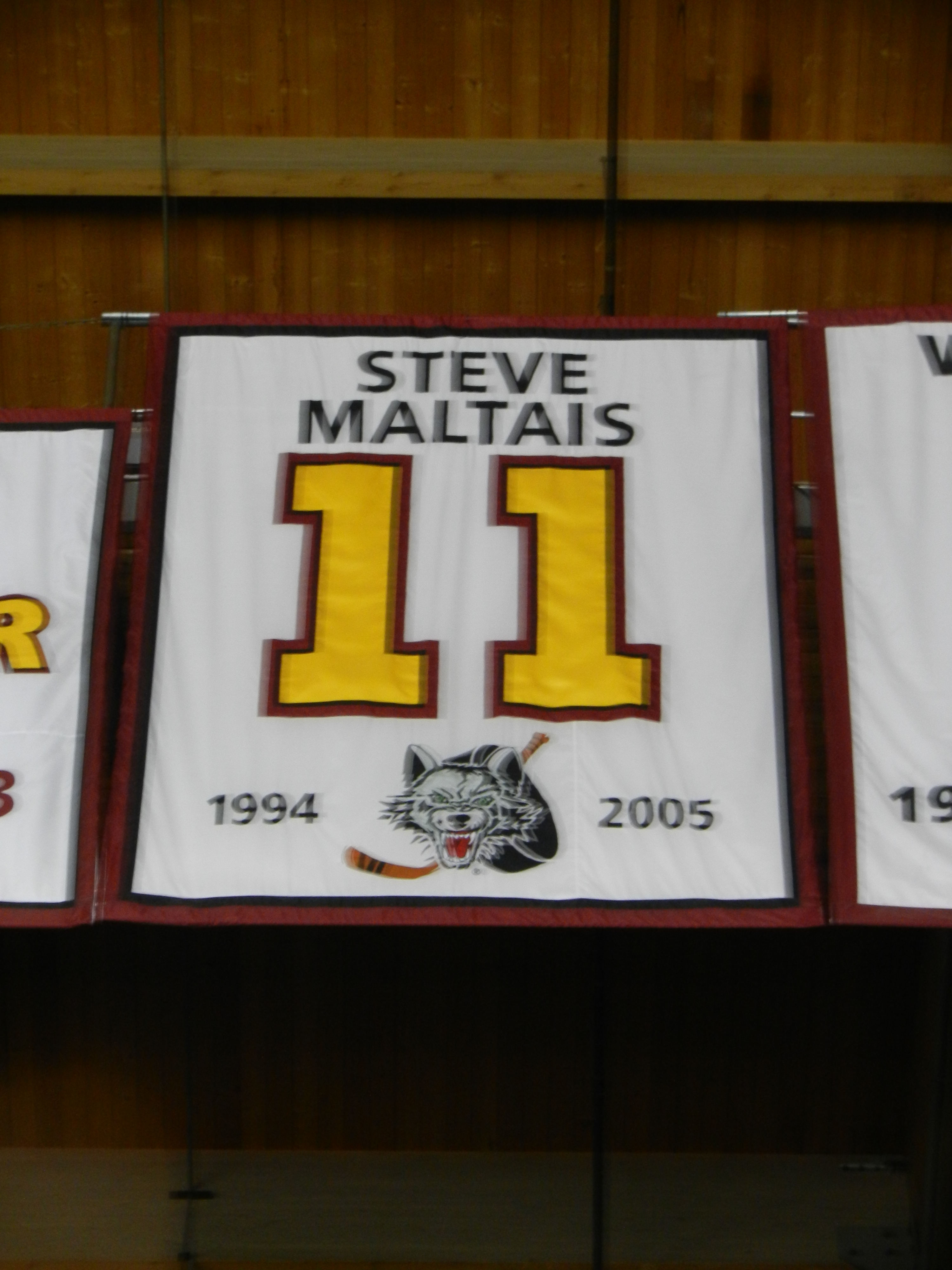
Steve Maltais visszavonultatott mezszáma egy transzparensen

A Washington Capitals draftolta őt az 1987-es NHL-drafton a harmadik kör 57. helyén. Az OHL-ben kezdett játszani és három idényt töltött itt a Cornwall Royals csapatában. Az 1988–1989-es szezon végén az IHL-beli Fort Wayne Komets csapatához csatlakozott a rájátszásban. A következő szezont az AHL-ben szereplő Baltimore Skipjacksbe játszotta és jó játéka miatt a Washington Capitals felhívta őt az NHL-be 7 mérkőzésre. 1991–1992-ben az IHL-ben (Kalamazoo Wings), az AHL-ben (Halifax Citadels és az NHL-ben (Minnesota North Stars) töltötte.
1992–1993-ban szintén az IHL-ben találta magát de a Tampa Bay Lightningban játszott 63 NHL mérkőzést. 1993–1994-ben az AHL-ben nagyon jól játszott (73 meccs 84 pont) és így a Detroit Red Wings-ben játszhatott 4 mérkőzést. Ezután hat szezont az IHL-ben szereplő Chicago Wolvesnál töltött ahol négy egymást követő szezonban szerzett több mint 100 pontot. 2000–2001-ben a Columbus Blue Jacketsben játszhatott de az NHL-ben nem ment neki a játék. 
Az AHL-ben fejezte be pályafutását négy szezon után. 2006. április 15. a Chicago Wolves visszavonultatta a 11-es számú mezét.

## Díjai
- OHL Második All-Star Csapat: 1989
- IHL Első All-Star Csapat: 1995, 1999, 2000
- IHL Második All-Star Csapat: 1996, 1997
- IHL Ironman Award: 2000
- Leo P. Lamoureux-emlékkupa: 2000
- John P. Sollenberger-trófea: 2003
- AHL Második All-Star Csapat: 2004
- Calder-kupa: 2002
- Turner-kupa: 1998, 2000